# Up Where We Belong
Up Where We Belong är en låt komponerad av Jack Nitzsche (musik), Buffy Sainte-Marie (musik) och Will Jennings (text). Låten spelades in 1982 i duett med Joe Cocker och Jennifer Warnes som tema till filmen En officer och gentleman. Låten kom att bli en mycket stor internationell hit. Den toppade Billboard Hot 100-listan och blev en topp 10-hit i flera europeiska länder. Den tilldelades också en Oscar för bästa sång och Golden Globe för bästa sång.
På svenska har den spelats in av Stefan Borsch och Monica Forsberg som "Vår kärlek övervinner allt" på albumet I sommar 1983.

## Listplaceringar
- Billboard Hot 100, USA: #1[4]
- UK Singles Chart, Storbritannien: #7[5]
- VG-lista, Norge: #3[6]
- Topplistan, Sverige: #3[7]